# O Gud, som även räckt din hand
O Gud, som även räckt din hand är en kristen psalm. Texten är skriven av Carl Anton Kock.

## Publicerad i
- 1819 års psalmbok, som nummer 202 under rubriken "Nådens ordning: Den dagliga förnyelsen under bön, vaksamhet och strid mot andliga fiender".